# 페트르진 케이블카

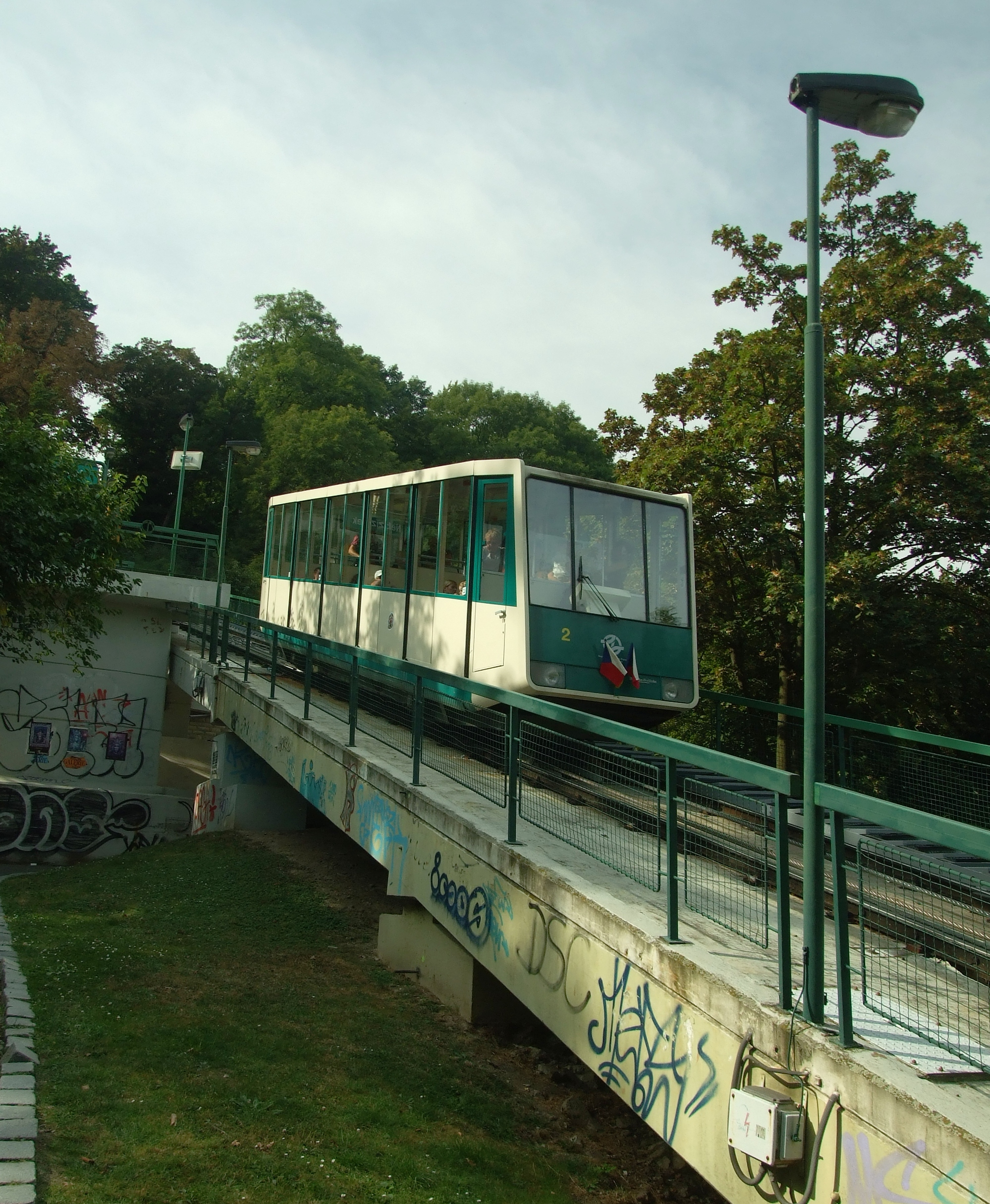
페트르진 케이블카의 차량

페트르진 케이블카(체코어: Lanová dráha na Petřín)는 체코 말라 스트라나와 페트르진을 연결하는 강삭철도이다. 역은 Újezd, Nebozízek, Petřín으로 총 3개 역으로 구성되어 있다. 케이블카는 매일 오전 9시에서 오후 11시 20분까지 운행되며 운행 간격은 15분에서 20분 사이이다. 케이블카는 프라하 통합 교통편의 정기권도 적용된다.

## 역사
페트르진 케이블카는 원래 1891년에 시작되었다. 그 당시에는 383m 길이에 궤간 게이지는 1,000mm이었다. 1914년 세계 1차 대전 당시에 폐쇄되었으며, 다시 운영되지 않았다. 1932년에 다른 트랙으로 재개하여 운영하였으나, 1965년에 산사태로 중단되었다. 1985년이 될때까지 재개되지 않았다. 운행이 재개되면서 열차가 교체되고, 선로도 재건되었으나, 설비는 그대로 유지되었다.
역 건물이 프라하 지하철과 유사하지만, 페트르진 케이블카는 프라하 지하철과는 달리 프라하 시 교통공사의 트램부서에서 관리하고 있다.
체코의 전설에 따르면, 두번째 역인 네보지즈제크(Nebozízek)는 보헤미아의 국왕이자 신성로마제국의 황제였던 카를 4세의 아들과 관련된 설화가 있다. 카를 4세의 아들은 체코글자 "ř"을 잘 발음하지 못했다고 하는데, "nebo řízek"(체코어로 슈니첼을 뜻한다.)를 달라고 한 것을 Nebozízek(네보지즈제크, 송곳의 일종)라고 발음한 것이 지명의 유래라고 한다.

## 사진

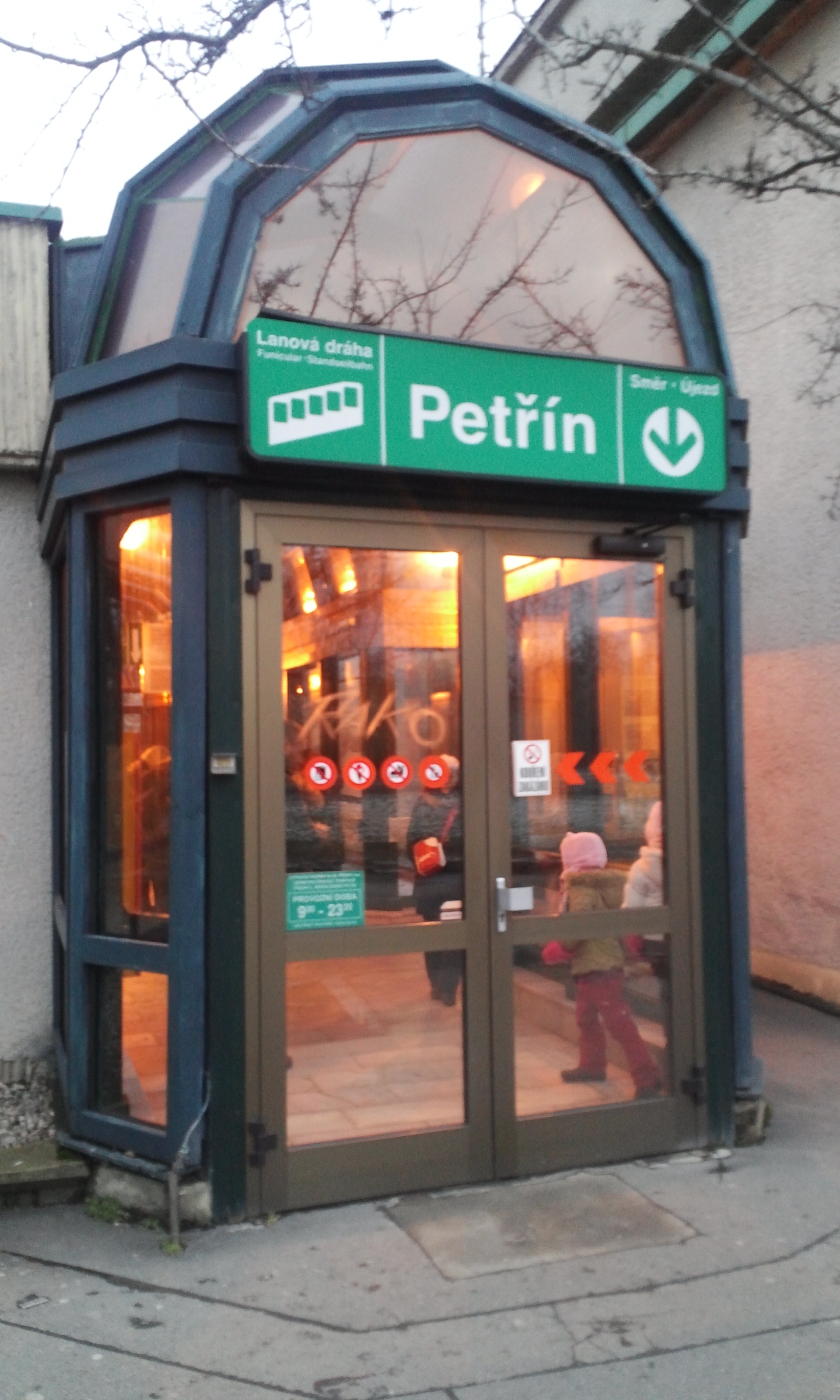
2015년 1월 페트르진역 (정상에 위치한 역)
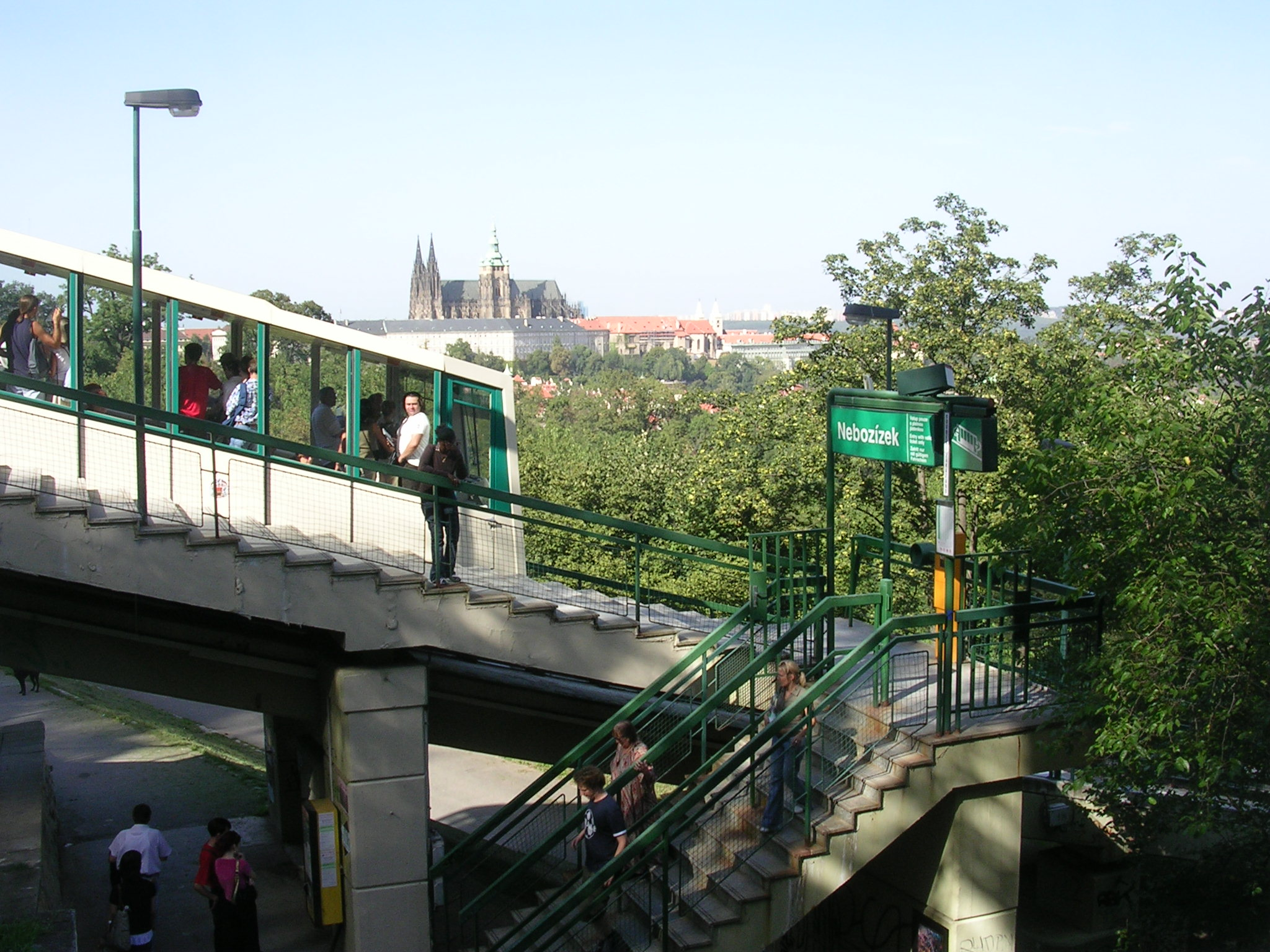
네보지제크역 (중간역)
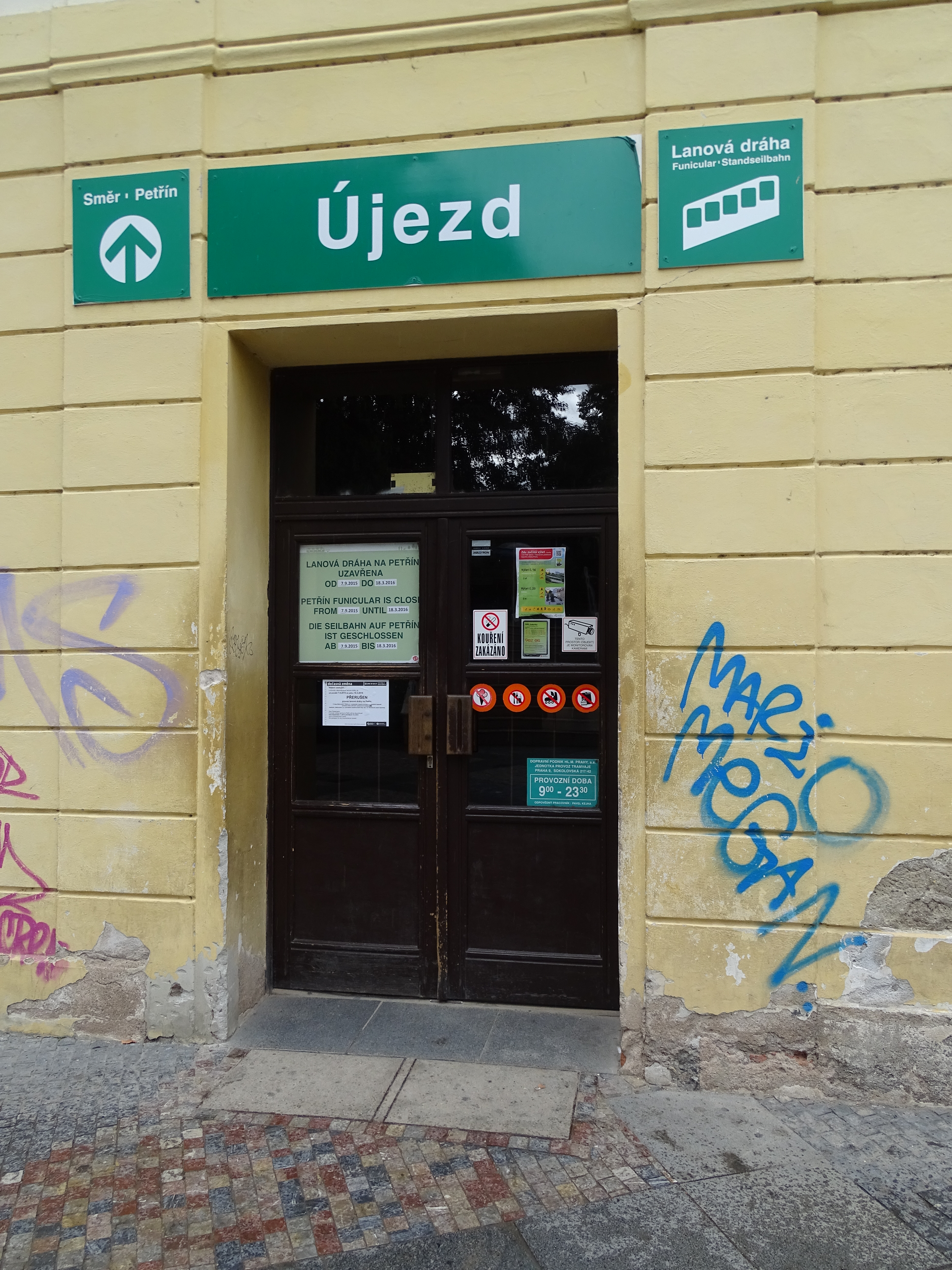
우에즈드역 (산 아래에 위치한 역)
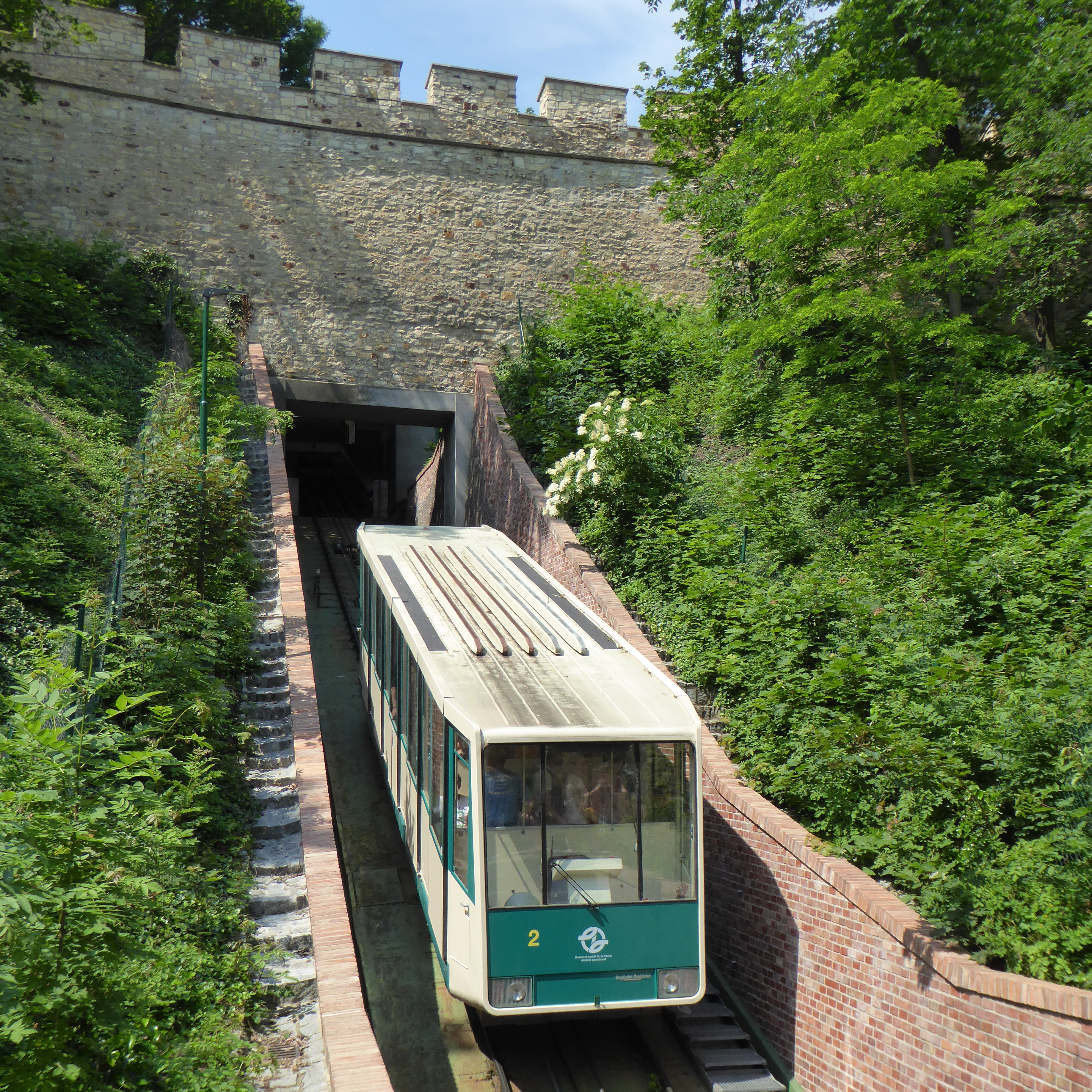
기아의 벽을 통과하는 케이블카